# Оби Отоси
Оби Отоси (яп. 帯落 оби отоси, бросок захватом за пояс) — приём в дзюдо, входящий в раздел бросков, группу бросков из стойки, класс бросков для проведения которых в основном используются руки. 
Бросок за первым номером входит в группу хабукарета ваза. В эту группу входят приёмы, вошедшие в список приёмов дзюдо кю-го кю разработанного Дзигоро Кано в 1895 году и исключённые из списка приёмов списком син-го кю 1920 года. В настоящее время входит в список 67 приёмов Кодокан-дзюдо. . Представляет собой сваливание противника назад через бедро, с захватом руки за пояс спереди ; может проводиться в падении.
В спортивном дзюдо по правилам 2010 и 2014 годов, применение приёма, как связанного с захватом руками ниже пояса, существенно ограничено.